# Щербинин, Илья Владимирович
Илья́ Влади́мирович Щерби́нин (род. 3 июня 1986) — российский актёр и сценарист.

## Биография
Детство провёл в селе Тогур Колпашевского района Томской области.
Окончил Новосибирское театральное училище, курс актёров театра «Глобус» Александра Кузнецова и Тамары Кочержинской.
Затем окончил ВГИК, на сценарном факультете у Ольги Шевченко и Александра Бородянского.
Снимался в фильмах: «Дикое поле» Михаила Калатозишвили, «Печорин» Романа Хруща, в альманахе «Короткое замыкание» в новелле «Позор» Бориса Хлебникова. В сериалах «Романовы» Максима Беспалова, «Московский дворик» Владимира Щеголькова и других.
Печатался в толстых журналах и альманахах поэзии.
В 2015 году вместе с другом и однокурсником по ВГИКу сценаристом, писателем и театральным драматургом Александром Тюжиным выпустил книгу «НЕПОЛИТКОНКРЕТНО», куда вошла его чёрнокомедийная повесть «Палец» и киносценарий «Когда часы убежали назад…» про отмену спектакля-капустника на Камчатке.

## Фильмография
- 2008 — Дикое поле — Панька
- 2009 — Выхожу тебя искать — Виктор
- 2009 — Московский дворик — Молодой боец
- 2009 — Короткое замыкание, новелла «Позор» — Хулиган
- 2010 — Птица
- 2011 — Печорин — Грушницкий
- 2012 — Жизнь и судьба
- 2012 — Твой МИР — Королёв
- 2013 — Романовы — Пётр III
- 2014 — Чернобыль. Зона отчуждения — подкастер Игорь
- 2015 — Москва. Центральный округ 4
- 2015 — Гадалка (Сезон 7, Серия 441 — На чистую воду; канал ТВ-3) — Антон Иванов
- 2017 — Чернобыль 2. Зона отчуждения — подкастер Игорь
- 2019 — Чернобыль: Зона отчуждения. Финал — подкастер Игорь Матвеев
- 2019 — Эпидемия — древний человек
- 2019 — Перевал Дятлова

## Признание и награды
- В 2006 году вошёл в лонг-лист Лауреат премии им. Геннадия Карпунина 2006 в номинации «Проза»
- В 2008 году вошёл в лонг-лист премии «Дебют» в номинации киносценарий за сценарий «Дом над рекой»
- В 2008 году вошёл в лонг-лист премии «Неформат» 2008 в номинации «крупная проза» за повесть «Старый Тогур»[4]
- В 2008 году вошёл в лонг-лист «премии фонда Астафьева» 2008 в номинации «Поэзия»